# Hernán Jiménez
Hernán Jiménez, né le 22 avril 1980 à San José, est un réalisateur, scénariste et acteur costaricien.